# John Harvey (Gouverneur)
John Harvey (* etwa 1581 oder 1582; † zwischen 15. September 1646 und 16. Juli 1650) war von etwa 1630 bis 1635 und von 1637 bis 1639 britischer Gouverneur der Colony of Virginia. Seine Amtszeit wurde von Konflikten mit der General Assembly geprägt, die ihn schließlich stürzte.

## Leben

### Frühes Leben
Über Harveys frühes Leben ist nur wenig bekannt. 1636 behauptete er, 54 zu sein, weshalb sein Geburtsjahr wohl 1581 oder 1582 war. Über seine Familie ist fast nichts bekannt. Sein jüngerer Bruder war Simon Harvey, den der englische König James I. & VI. 1623 zu einem Knight ernannte.

### Kommission

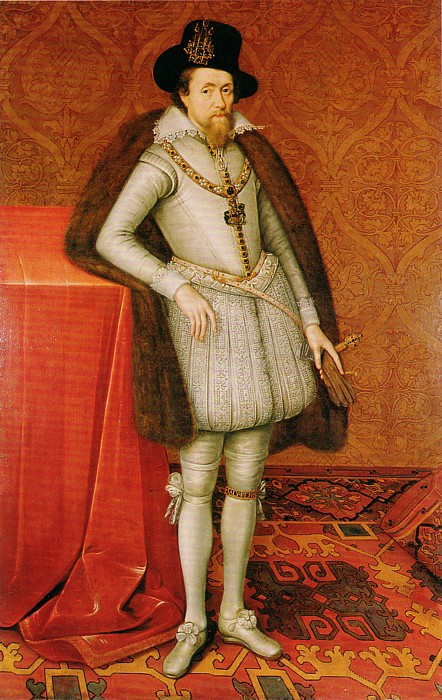
König James I. & VI. (John de Critz, um 1606)

Er arbeitete lange als ein Kapitän von Handelsschiffen und möglicherweise auch von Kriegsschiffen. Als Belohnung für den Transport von neuen Siedlern in die Kolonie Virginia verlieh ihm die Virginia Company of London 1622 Land in der Kolonie. Er war so prominent, dass James I. & VI. ihn im Herbst 1623 zum Leiter einer royalen Kommission ernannte, die aus ihm, John Porey, Abraham Peirsey, Samuel Mathews, und John Jefferson bestand. Die Zweite von insgesamt vier Kommissionen sollte einen Bericht über die Zustände in der Kolonie verfassen, da diese nach dem Jamestown-Massaker, bei dem der Häuptling Opechancanough der Powhatan-Konföderation fast ein Drittel der Kolonisten tötete, unprofitabel wurde. Dafür reiste er im Winter 1623/24 nach Virginia. Während der Reise auf der Southampton zerstritt er sich jedoch mit seiner Mannschaft und beide Parteien beschwerten sich über einander bei Ankunft in Virginia Mitte März 1624. Die Virginier nahmen die Kommission negativ auf; Sie befürchteten, dass der König ihr Land konfiszieren könnte und es anderen geben könnte.
Die Kommission begann ihre Forschung mit der Befragung einzelner Plantagenbesitzer, allerdings erwies sich diese Methode als uneffektiv. Stattdessen befragte man den Gouverneur von Virginia, Francis Wyatt, direkt über die Verteidigung der Kolonie, den Beziehungen zu den „Wilden“, das Potential der Kolonie und Möglichkeiten, dieses Potential zu erreichen. Den Fragen wurde am 2. Mai vom General Assembly (Staatsrat und House of Burgesses) geantwortet. Darauf forderte die Kommission vom General Assembly Unterschriften für einen Brief an den König, in dem sie um die Auflösung der Virginia Company bitten würden. Die General Assembly lehnte jedoch ab. Harveys Kommission beschrieb in ihrem Bericht an den König die Bevölkerung der Kolonie als überraschend groß und in guter Kondition, allerdings benötige sie mehr Munition. Falls sofort Nachschub an Kolonisten ankommen würde, könnte man die Indianer besiegen und die Kolonie wurde erblühen. Auch verweist er auf eine große Unzufriedenheit von Kolonisten über einige Angestellte der Virginia Company in England. Dieser Bericht wurde im April 1624 zurück zum König geschickt.
Vor Harveys Rückkehr nach England im Winter 1624/25 ereignete sich ein Streit mit dem Kolonisten William Mutch, der von John Pott überliefert wird. Sie stritten sich über eine Menge an Korn, wobei Harvey Mutch beleidigte und ihn bedrohte. Mutch entgegnete, dass Harvey zu schwach sei, um die Bedrohung umzusetzen, worauf er von Harvey mit einem Knüppel geschlagen wurde. Mutch beleidigte Harvey weiter. Mehr ist nicht bekannt, weil Pott seinen Bericht hier beendet. Harveys Reputation in der Kolonie war wegen dieses Vorfalls und dem Streit mit seiner Mannschaft wohl gering. Der Rat des Gouverneurs wies jedoch alle „boshaften Gerüchte“ über Harvey ab.

### Erste Amtszeit als Gouverneur

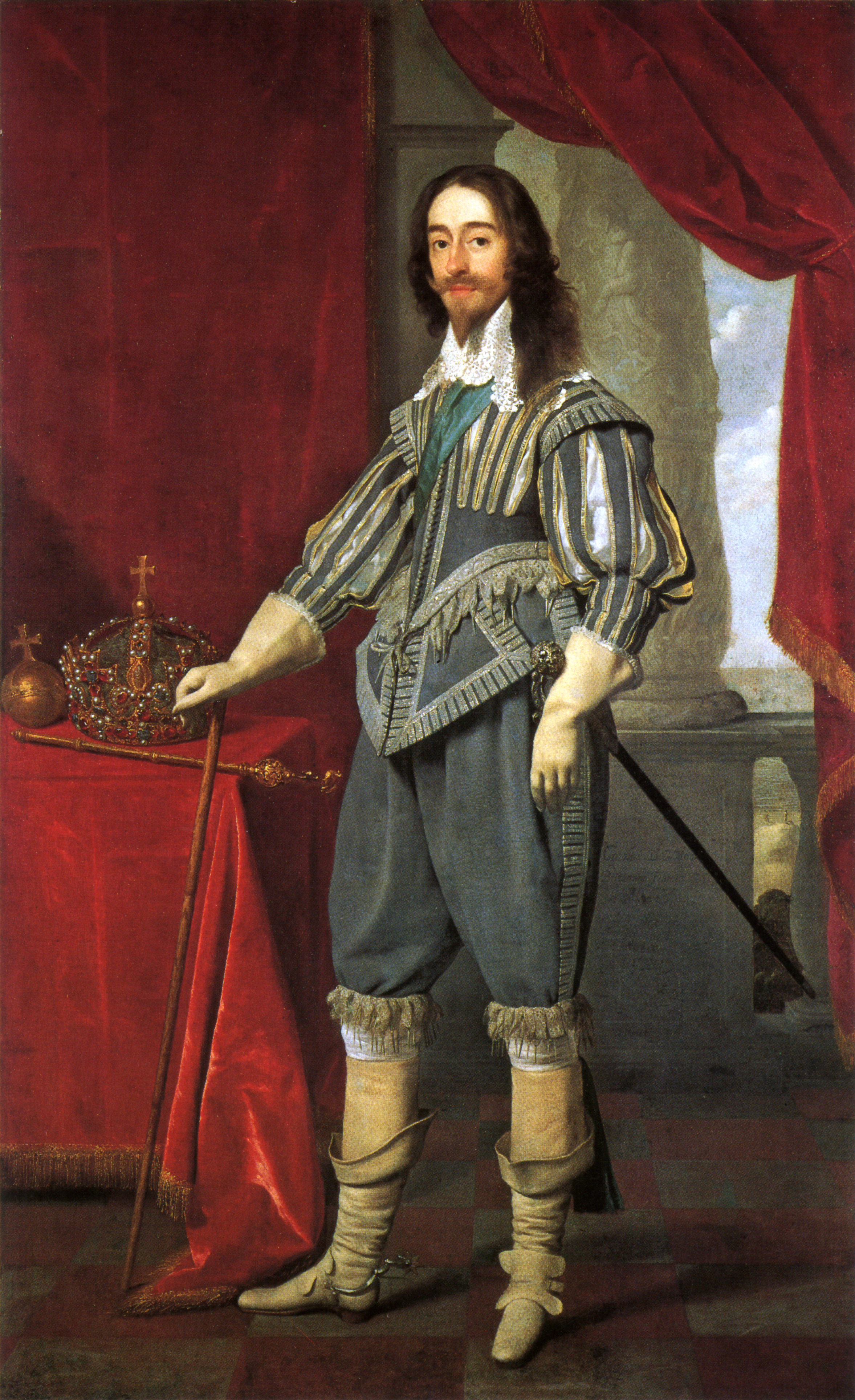
König Karl I. (Daniel Mytens, 1631)

#### Ernennung und Ankunft
Am 24. Mai 1624, also noch vor dem Eintreffen von Harvey Bericht, wurde die Virginia Company aufgelöst und Virginia wurde am 13. Mai des nächsten Jahres unter der Herrschaft von Charles I. zu einer Kronkolonie. Francis Wyatt verblieb vorerst in seinem Posten, doch wurde er nach seiner Rückkehr nach England mit einem seiner Vorgänger, George Yeardley, ersetzt. Harvey wurde Mitglied des Staatsrats und der designierte Nachfolger in Falle Yeardleys Ableben. Zwischen der Auflösung der Kompanie und dem Ableben Yeardleys, der spät 1627 eintrat, diente Harvey in der Royal Navy und patrouillierte den Ärmelkanal. Am 26. März 1628 wurde Harvey von Charles I. zum Gouverneur und wahrscheinlich zeitgleich auch zum Knight ernannt, allerdings konnte Harvey erst im Herbst 1629 auf der Friendship in die Kolonie reisen. Diese Verzögerung hatte zum Grunde, dass Harvey auf seine gesamte Bezahlung bestand. Auch forderte er 50 Soldaten um Point Comfort gegen einen möglichen spanischen Angriff zu befestigen, 100 arme Jungen und Mädchen, die in der Kolonie arbeiten sollten, und einige Kleriker. In der Zeit seiner Abwesenheit waren zuerst Francis West und darauf John Pott die geschäftsführenden Gouverneure von Virginia.
Die Friendship leckte während der ganzen Fahrt, während der oder kurz darauf Harvey sich mit einer schweren Krankheit ansteckte, von der er sich nach seiner Ankunft erholen musste. Seine Ankunft und seine Übernahme des Amtes werden in den Aufzeichnungen von Jamestown nicht erwähnt und erst in einer Sitzung des General Assembly von Virginia am 24. März 1630 wird er namentlich als ein Gouverneur erwähnt. Bei seiner Ankunft fehlten der Kolonie gute Verteidigungsmaßnahmen und Nahrungsmittel. Viele Kolonisten bevorzugten nämlich das profitable Cash Crop Tabak.

#### Politische Situation in Virginia
Zu seinen ersten Reformen gehörte die Ernennung mehrerer politisch unerfahrener Kolonisten, manche sogar Neuankömmlinge, in den Staatsrat. Auch wurde Pott auf Wünschen des Königs aus dem Rat entlassen. Trotzdem entwickelte sich in diesem Rat eine mächtige Opposition an erfahrenen und gut verknüpften Politikern unter der Führung von Samuel Mathews und William Claiborne, dessen Ziel die Wiedergründung der Virginia Company oder die Gründung einer ähnlichen Kompanie war. Der Zweck war die Festigung ihrer zentralen Rollen im Tabakhandel, die sie von den königlichen Reformen und möglichen Konfiskationen ihres Landes bedroht sahen. Diese Antipathie gegenüber königlichen Reformen machte sie zu den natürlichen Gegner des königlichen Gouverneurs Harvey. Gegen diese kämpfte er nicht an, seine Maßnahmen vergrößerten den Unmut zwischen ihm und dem Rat nur: Erstens befürwortete er Tabakhandel mit niederländischen Händlern und zweitens vollzog er erst nach etwa 14 oder 15 Monaten seine erste Landvergabe. Auch seine herrische, unbeherrschte und oft auch brutale Persönlichkeit schadete seiner schon schlechten Beziehung mit dem Rat.
Einer der fundamentalen Streitpunkte zwischen dem Rat und Harvey war die Macht des Postens des königlichen Gouverneurs, der erst seit fünf Jahren existierte. Wahrscheinlich ist es, dass Harvey offiziell wie alle anderen Gouverneure nur mit der Mehrheit des Rates Entscheidungen treffen konnte und das die Mehrheit des Rates nur mit der Zustimmung vom Gouverneur Entscheidungen treffen konnte. Der Rat argumentierte deshalb, dass der Gouverneur nur der Führer des Rates sei. Harvey hingegen argumentierte, dass er als königlicher Vertreter die volle Macht hätte und der Rat nur als Beratung diene. Am 20. Dezember 1631 musste Harvey die Interpretation des Rates akzeptieren; König Charles I. unterstützte selbst nach Harveys Bitte seine Interpretation nicht ausdrücklich, was Harvey stark schwächte. Er konnte seine Vorschläge im Rat oft nicht mehr gegen die Fraktion unter Mathews und Claiborne durchsetzen.

#### Finanzielle Lage
Nach seiner Ankunft in der Kolonie erbaute er das größte Haus in Jamestown. Er, der als Gouverneur oft Gastgeber für prominente Gäste der Kolonie sein musste, wurde schnell verschuldet. Dies war nur zum Teil seine Schuld, da die Krone ihm nicht die versprochenen 1000 £ pro Jahr überwies. Dies verschlechterte auch die politische Situation Harveys, da es möglicherweise ein Symbol war, dass Harvey aus der Gunst des Königs fiel.

#### Innenpolitik

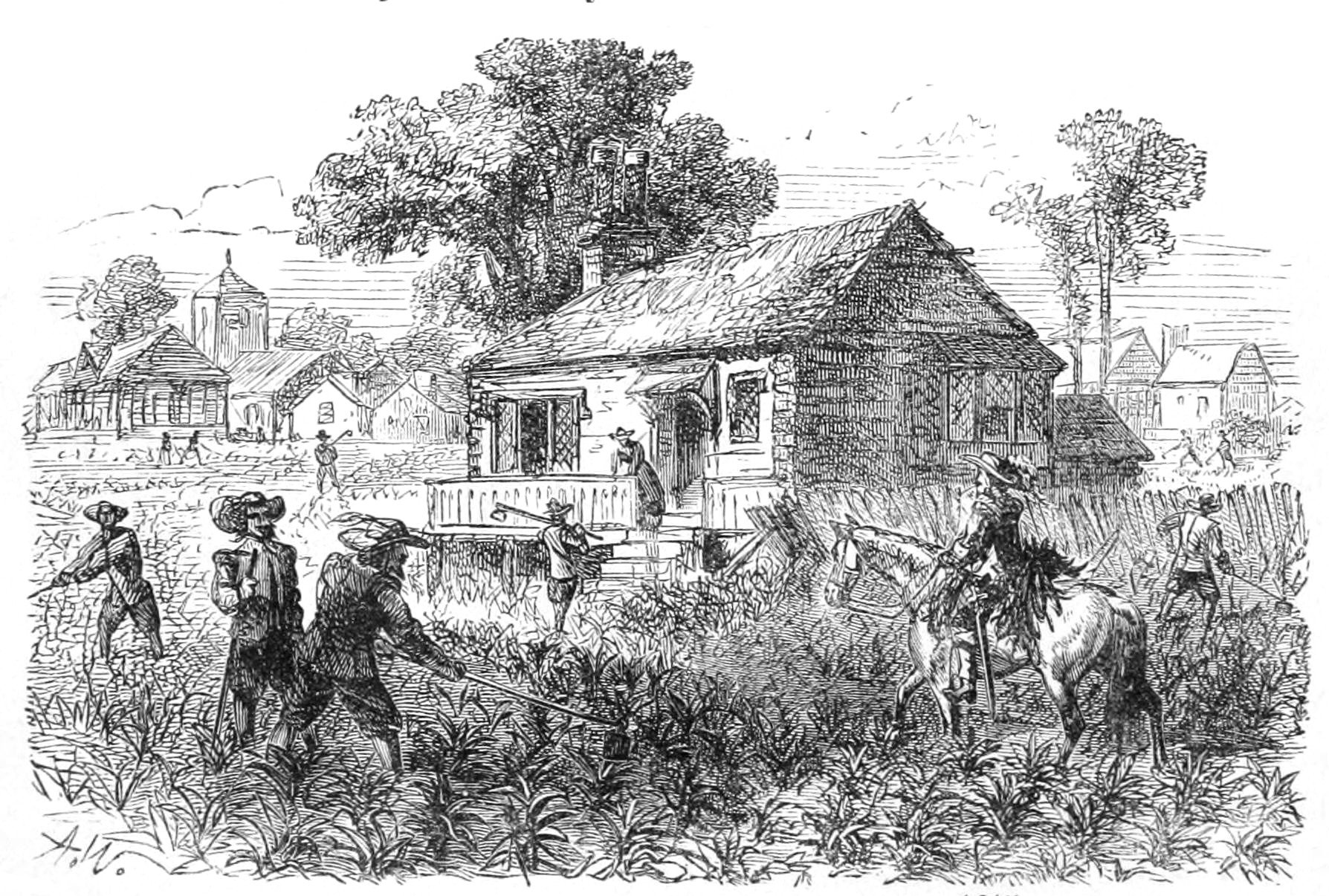
Pflanzung von Tabak in Jamestown in A School History of the United States, from the Discovery of America to the Year 1878 (David B. Scott, 1878)

Während der ersten Sitzung des General Assembly unter Harveys Führung beschloss die Regierung die Förderung der Produktion von Kalisalz und Nitraten. In der gleichen Sitzung wurden Maßnahmen beschlossen, um das Pflanzen von Korn gegenüber dem Pflanzen von Tabak zu fördern um eine Hungersnot zu verhindern. Alle Kolonisten sollten zwei Acker Korn pro Familienmitglied anpflanzen. Gleichzeitig wurde die maximale Produktion von Tabak auf 2000 Pflanzen begrenzt, von denen die schlechten verbrannt werden mussten. Vom König erbat man den Verbot von Tabakproduktion in England um die Konkurrenz zu verringern. Des Weiteren fragten sie um eine Steuerbefreiung für Mathews für seine Dienste für die Kolonie. Maßnahmen gegen Tabak wurden von der Krone unterstützt, weshalb in den folgenden Sitzungen Korn, Nitrat, Kalisalz, Eisen und andere Cash Crops anstatt von Tabak weiter unterstützt wurden.
Diese Politik gilt als ein Erfolg. Trotz des rapiden Wachstums der Bevölkerung, die sich zwischen 1630 und 1635 verdoppelte, konnte Virginia z. B. 1634 10.000 Bushel Korn nach Neuengland transportieren. 1634 sprach Harvey in einem Brief an Francis Windebank von überaus gut situierten Kolonisten, die viele Nutztiere besitzen. Er selbst pflanzte Granatäpfel, Orangen, Limonen, und Feigen und er plante auch Oliven zu pflanzen. Im gleichen Jahr beschrieb der angereiste Thomas Yong reiche Landschaften mit einem guten Klima und fertilem Land, die großes Potential haben. Dabei muss man aber beachten, dass Yong fast alles von Harveys Erzählungen kritiklos übernahm. Unter den reichen Plantagenbesitzern, von denen viele hauptsächlich Tabak anpflanzten, stoßen die Maßnahmen auf Kritik.
1632 und 1633 etablierte man neue vierteljährliche Sitzungen des Gerichts in Jamestown. Es wurden in Teilen der Kolonie Gerichte mit monatlichen Sitzungen erlaubt, die Regionales übernehmen sollten. Deren Aufzeichnungen sind die ältesten englischsprachigen Aufzeichnungen in der neuen Welt.
Als Gouverneur war Harvey besonders an der Besiedelung des York County, wo er die York Plantation besaß, interessiert. Den Siedlern des York County wurden Belohnungen angeboten: In einem am 8. Oktober 1630 veröffentlichten Schrift versprach er Siedlern, die binnen eines Jahres im York County siedeln 50 Acker Land und Siedlern, die binnen zwei Jahren im York County siedeln, 25 Acker Land. John Utie und John West verlieh er je 600 Acker Land. Thomas Younge wurde das Recht verliehen, im York County mehrere Plantagen zu errichten.

#### Indianer und andere englische Kolonien

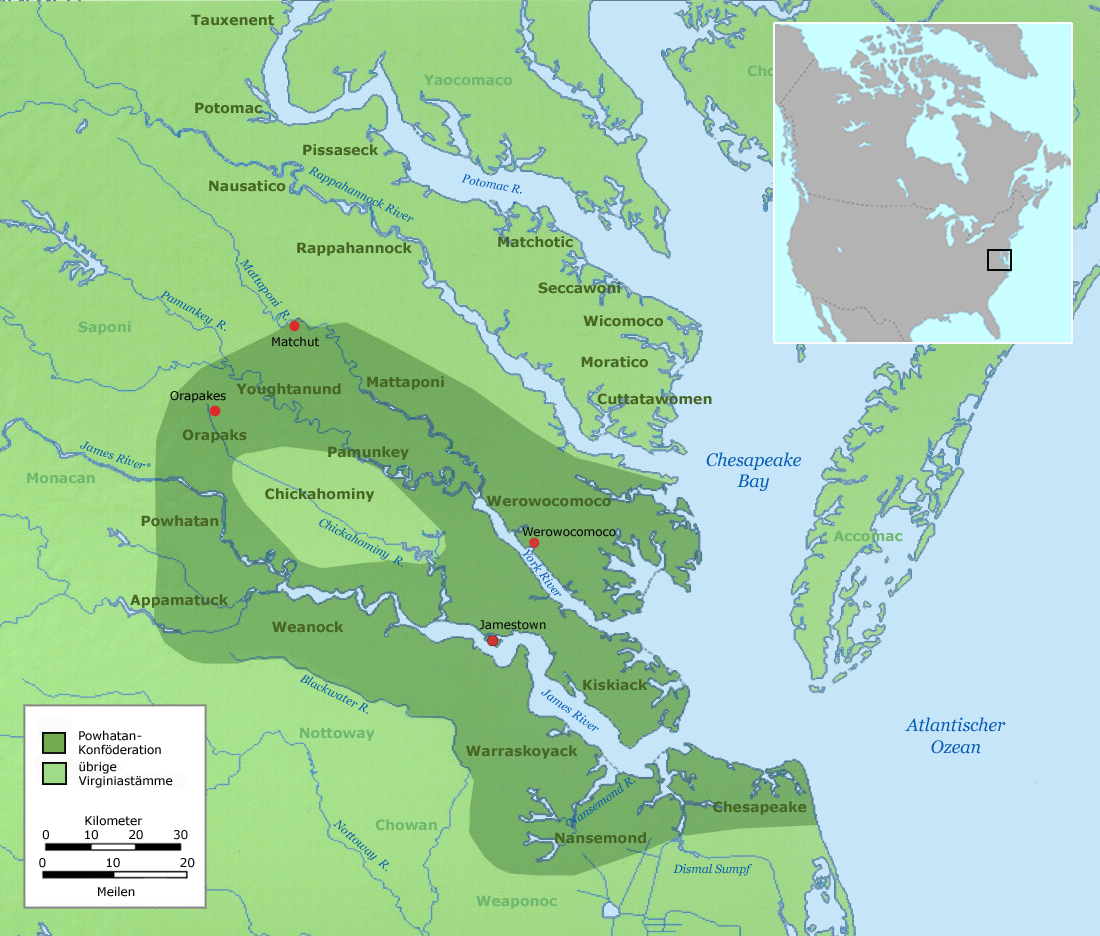
Verbreitung der Stämme in Virginia um 1610

Harvey schloss 1632 einen Frieden mit der Powhatankonföderation, der mehr als ein Jahrzehnt andauern würde. Vier Jahre nach seiner Ankunft beendeten die Kolonisten den Baut einer Palisade auf der Middle Peninsula zwischen dem York River und dem James River, die Middle Plantation, das heutige Williamsburg, durchquerte. Sie beschützte einen Großteil der Kolonisten und deren Nutztiere. Samuel Mathews leitete ab 1630 einen Ausbau vom Fort beim Point Comfort. Das noch immer zu kleine Arsenal der Kolonie vergrößerte sich unter Harvey nicht.
1632 wurde der Lord Baltimore zum Lord Proprietor der neu gegründeten Province of Maryland ernannt, die fast komplett aus bisher virginischem Territorium bestand. Virginia wurde vom König befohlen, die ersten Siedler in Maryland zu unterstützen. Der Befehl traf in Virginia auf breiten Widerstand, da die ersten Siedler in Maryland katholisch waren und das anglikanische Virginia wie viele Teile der britischen Bevölkerung zutiefst anti-katholisch war. Harvey selbst berichtet, dass manche Anti-Katholiken behaupteten, dass sie lieber ihre Nutztiere töten würden als sie an Katholiken/Papisten zu verkaufen. Im gleichen Brief beschreibt Harvey einen Wutausbruch von Mathews, als ihm die Befehle des Königs bestätigt wurden. Harvey befolgte die Anordnung, was ihn nur noch unpopulärer machte. Claiborne wurde von diesem Konflikt persönlich betroffen. Er war nämlich der Inhaber eines Fellhandelsposten auf Kent Island, die aber nun zu Maryland gehörte. Der Gouverneur von Maryland, Leonard Calvert, versuchte Kent Island unter seine Kontrolle zu bringen, allerdings widerstand Claiborne Calvert. Anfangs unterstützten Harvey und der König Claiborne. 1634 versuchte Harvey jedoch den Streit friedlich aber nachteilhaft für Claiborne zu schlichten; Ein weiterer Grund für den Zwist zwischen Claiborne und Harvey.

#### Sturz („Thrust out“)
Die Ereignisse, die zum Entmachten Harveys (Die Entmachtung von Harvey wird in der englischen Fachliteratur als „Thrusting out of Sir John Harvey“, „Thrust out of his gouvernment“ oder „Thrust out of Office“ bezeichnet) führten, begannen 1635 mit einem Vorschlag des Königs, allen in Virginia produzierten Tabak aufzukaufen. Jedoch protestierte eine Petition des General Assembly an den König den Vorschlag. Für die General Assembly war es empörend, dass Harvey nur eine Kopie und nicht das unterzeichnete Original, das in Jamestown blieb, nach London schickte. Die General Assembly veröffentlichte darauf eine Liste Beschuldigungen gegen Harvey, welche Politiker wie John Potts Bruder, Francis Pott, verbreiteten. Diese wurden nach Befehlen Harveys am 26. April festgenommen. Am 27. April sammelte er den Staatsrat, der dem Gouverneur schriftlich und ohne Absprache über die Behandlung der Intriganten gegen Gouverneur und Regierung des Königs beraten sollten. Die „Intriganten“, von denen Harvey sprach, waren fast sicher die Mitglieder des Staatsrat selbst, weshalb sie verunsichert reagierten. Als der Politiker George Menifee sich offen der Forderung Harveys widersetzte, schlossen sich die anderen ihm an und die Sitzung wurde beendet.
Die Sitzung am nächsten Tag eskalierte schnell und beide Parteien versuchten einander festzunehmen. Umstritten ist jedoch der genaue Verlauf: Mathews zufolge stritten sich Hayes und Menifee. Harvey schlug Menifee hart auf die Schulter und befahl seine Verhaftung. Die General Assembly befahl darauf die Verhaftung von Harvey. Harvey hingegen behauptete, dass zuerst die General Assembly ihn verhaftete. Sie hätten ihn nämlich mit bewaffneten Männern angegriffen und ihm die Reise nach England befohlen. Harvey, der in Virginia keine Alliierten mehr hatte, musste den Befehl befolgen. Am 7. Mai sammelten die General Assembly Beschuldigungen gegen Harvey, die zum König gesendet werden würden. Francis Pott und Samuel Mathews begleiteten ihn.

### Zeit in England
Als Harvey im Juli 1635 in Plymouth ankam, forderte er sofort die Verhaftung von Pott und Mathews. Am 11. Dezember 1635 forderte er in einer Audienz mit dem König und seinem Privy Council seine Wiederernennung als Gouverneur. Der König akzeptierte es wenige Tage später, da er seine Autorität über die Kolonie geltend machen wollte.

### Zweite Amtszeit als Gouverneur

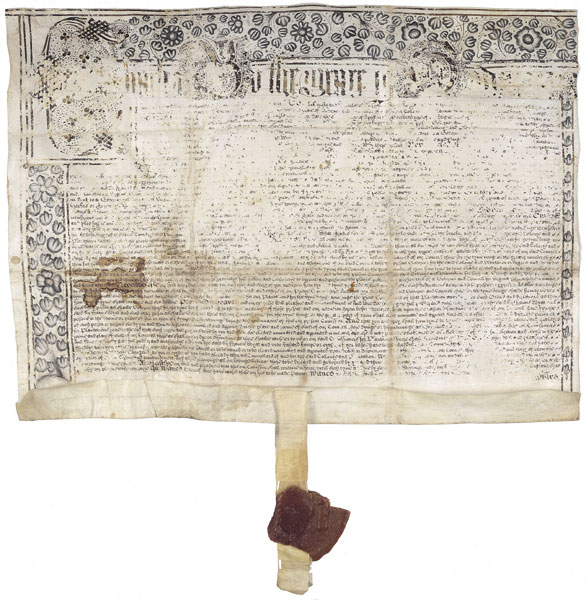
Urkunde der Ernennung von Wyatt

Harvey fragte um einen Kriegsschiff, der ihn über den Atlantik bringen würde. Die Bitte wurde abgelehnt. Stattdessen musste Harvey auf der Black George den Atlantik überqueren. Nicht nur musste er sie reparieren, sondern auch die Mannschaft selbst bezahlen. Des Weiteren leckte das Boot während der gesamten Fahrt. Er erreichte Virginia am 18. Januar 1637. Harveys Maßnahmen während seiner zweiten Amtszeit waren mehr oder weniger die gleichen wie in seiner ersten Amtszeit. Genaue Gesetze aus dieser Zeit sind aber oft nicht bekannt. Trotzdem kann man erkennen, dass Harvey tyrannisch wurde. Er konfiszierte trotz eines königlichen Befehls Ländereien seiner politischen Gegner und hörte erst nach einem erneuten Befehl auf. Auch bestrafte Harvey einen anglikanischen Priester hart für Kritik an einen seiner wenigen Alliierten, Richard Kemp.
In seiner zweiten Amtszeit als Gouverneur heiratete Harvey die Witwe Elizabeth Peirsey Stephens, die Tochter von Abraham Peirsey. Aus vorheriger Heirat mit dem verstorbenen Richard Stephens hatte Elizabeth Peirsey Stephens schon Kinder gehabt, darunter den späteren Gouverneur vom Gebiet des späteren North Carolina Samuel Stephens. Mit Harvey hatte sie zwei Töchter. Ihr Vermögen ist Historikern nicht mehr bekannt, doch könnte die Heirat die finanziellen Probleme des Gouverneurs etwas verbessert haben.
Obwohl Harvey erneut zum Gouverneur ernannt wurde, begannen seine Gegner in der Kolonie eine Kampagne gegen ihn um ihn wieder zu stürzen. Bald erreichten sie eine königliche Begnadigung für die, die Harveys Arrest befohlen hatten und im Dezember 1638 überzeugten sie den König, Harvey mit Wyatt zu ersetzen. In London hatte Harvey jedoch noch den Fürsprecher Goerge Donne, einen 1636 ernannten Mitglied des Staatsrat. Er schrieb ein Memorandum an den König, in dem er Harveys Sichtpunkt erläutert. Genauer erklärte er Harveys Sichtpunkt, das die Politiker rund um Mathews und Claiborne die Kolonie egoistisch nur für ihren eigenen Vorteil regieren würden. Der Textstil gilt als schwammig. Weit verbreitet wurde das Memorandum nicht und offensichtlich wurde es auch vom König ignoriert, möglicherweise nicht mal gelesen. Wyatt erreichte die Kolonie erst im November 1639.

### Spätes Leben
Harvey nahm an mehreren Treffen des Staatsrats teil. Um Schulden zu zahlen, wurde er gezwungen, seine Besitztümer zu versteigern. In seinem letzten Brief aus Virginia, der auf den 6. Mai 1640 datiert ist, zeigte er sich als verfolgter, armer Mensch. Über sein spätere Leben ist nur wenig bekannt. Wahrscheinlich überquerte er erneut den Atlantik und lebte in London im Ruhestand. Er kämpfte im Winter 1644/45 während des Englischen Bürgerkriegs für den König. Sein Testament wurde am 15. September 1646 geschrieben, bevor er den Ozean überqueren wollte um in ein undefiniertes Land zu segeln. Möglicherweise war damit Virginia gemeint, da er dort mehrere Schuldner hatte. Im Testament beschwert sich Harvey über 7,500 £, die ihm u. a. vom König geschuldet wurden. Er würde seinen Kindern, Nichten und den Armen von St. Dunston in the East Geld hinterlassen. Seine Todesumstände sind nicht bekannt. Das Testament wurde am 16. Juli 1650 dem Prerogative Court von Canterbury übergeben.

## Rezeption
Bis heute wird Harvey als ein arroganter, gewalttätiger und politisch schwacher Versager gesehen. Brent Tarter (2017) gibt teils dem König die Schuld dafür, dass er mehrmals einen so ungeeigneten Mann ernannt hatte. Des Weiteren sieht er Harveys Zeit als Gouverneur zusammen mit der seines Nachfolgers, William Berkeley, als ein Sinnbild für die spätere politische Landschaft Virginias. Während Harvey sich mit der Legislative verfeindete und damit versagte, triumphierte Berkeley, indem er mit ihr zusammenarbeitete. J. Mills Thornton, III. (1968) sah das Fehlen der Land Grants als auslösenden Faktor der Revolte.